# Boyd
Boyd je priimek več znanih oseb:
- Anne Boyd (*1946), avstralska flavtistka in skladateljica
- Arthur Boyd (1920—1999), avstralski slikar
- Belle Boyd (1844—1900), ameriška igralka in vohunka
- Billy Boyd (*1968), škotski igralec in glasbenik
- Ernest Boyd (1887—1946), irsko-ameriški pisatelj in literarni kritik
- Johnny Boyd (1926—2003), ameriški dirkač Formule 1
- Louise Arner Boyd (1887—1972), ameriška arktična raziskovalka
- Mark Alexander Boyd (1563—1601), angleški pesnik
- Micah Boyd (*1982), ameriški veslač
- Stephen Boyd (1931—1977), ameriški igralec
- Tommy Boyd (*1965 ), škotski nogometaš
- William Boyd (*1952), angleški pisatelj in scenarist